# 卡爾馬濟尼夫卡
49°18′29″N 38°1′44″E / 49.30806°N 38.02889°E
卡爾馬濟尼夫卡（烏克蘭語：Кармазинівка），是位於烏克蘭東部的村莊，由盧甘斯克州斯瓦托韋區的科洛梅奇哈市鎮負責管轄，始建於1865年，面積19.9平方公里，海拔高度105米，2001年人口247。